# Кизляр (Северная Осетия)
Кизля́р (осет. Хъызлар, кум. Гючюк-юрт, Бекич-юрт, Къызлар) — село в Моздокском районе Республики Северная Осетия — Алания. 
Административный центр муниципального образования «Кизлярское сельское поселение».

## География
Селение расположено в центральной части Моздокского района, на правом (возвышенном) берегу реки Терек, в местах традиционного расселения кумыков. Находится в 10 км к юго-западу от районного центра Моздок и в 90 км к северу от Владикавказа.
Территорию сельского поселения составляют исторически сложившиеся земли населенного пункта села Кизляр, прилегающие к ним земли общего пользования, территории традиционного природопользования населения поселения, рекреационные земли, земли для развития поселения и другие земли независимо от форм собственности и целевого назначения. Земли сельского поселения ограничены рекой Терек на севере и Надтеречным каналом на юге.
Граничит с землями населённых пунктов: Раздольное на западе, Луковская на северо-востоке, Киевское на востоке, Предгорное и Малый Малгобек на юге.
Населённый пункт расположен на притеречной равнине в степной зоне республики. Рельеф местности в основном ровный, без значимых колебаний высот. Средние высоты на территории села составляют 155 метров над уровнем моря. Вдоль долины реки Терек обрывы Терского кряжа. Селение расположено на возвышенности Терского кряжа в 10-15 метрах выше долины реки Терек.
Гидрографическая сеть представлена в основном рекой Терек. Вдоль восточной окраины села проходит Малокабардинский канал, который чуть северо-восточнее села впадает в озеро Киевское. К югу от села из Малокабардинского канала выходит его ответвление — 1-й Кизлярский канал, уходящий дальше на восток.
Климат влажный умеренный. Среднегодовая температура воздуха составляет +10,7°С. Температура воздуха в среднем колеблется от +23,5°С в июле, до −2,5°С в январе. Среднегодовое количество осадков составляет около 550 мм. Основное количество осадков выпадает в период с мая по июль. В конце лета часты суховеи, дующие территории Прикаспийской низменности.

## История
У села за всю историю было несколько названий, некоторые из которых — Гючюк-юрт, Бекиш-юрт (деревня Бековичей), Кизляр-юрт.
В XV веке при распаде Золотой Орды на среднем правобережье реки Терек образовался его осколок — Тюменское ханство, которое в основном было населено тюркоязычными родами тюмен, брагун, асов и дополовецкими тюрками, перемещёнными на правобережье реки Терек из области Бораган-Маджары, занимавшие в VII веке северокавказские степи. Ими были основаны различные пограничные поселения, одним из которых возможно является и нынешнее селение Кизляр, в разные исторические периоды менявшее своё название и местоположение. Ещё одно название села — Кучук Маджар Юрт, впоследствии Кучук Юрт, сохранила память о Малых (Кучук) Маджарах, выходцами из которого считают себя терско-кумские кумыки. О племени туман или тумен упоминается у Аваби Акташи. В русских источниках упоминается принявший в 1558 году русское подданство «Шевкал Тюмени» — Агим (Агиш). Последним тюменским бием был Солтанай. В 1594 году Тюменское ханство прекратило своё существование.
В середине XV века, с запада вниз по течению реки Терек начали переселяться пятигорские черкесы (кабардинцы), которые со временем к востоку от реки Терек образовали Малокабардинское княжество, в состав которого входил современный Моздокский район.
В конце  XVIII века, русские власти отмечали, что землями в тех краях пользовались кумыки, «содержа тут свой скот и имея свои пашни».
Официальной датой основания современного села считается 1751 год, который указан по его первому упоминанию в русских источниках XVIII века. Село, по принятой тогда традиции давать названия поселениям по фамилии их последних владельцев, с 1823 года стало называться Бековичами. Затем был основан аул Нижние Бековичи (ныне село Киевское).
В рапортах сословно-поземельной комиссии 1865 года говорится о вынужденном переселении малокабардинцев на левую сторону реки Курп, для снижения этнической фрагментации во владениях Бековичей.. В числе прочего, малокабардинцам проживавшим в ауле Бековича, было надложено обязательно переселиться в те аулы, в которые были назначено общественным приговором. В свою очередь несколько дворов кумыков, проживавших в ауле Ахлово, на левом берегу реки Курп, были переселены во владения Бековичей.

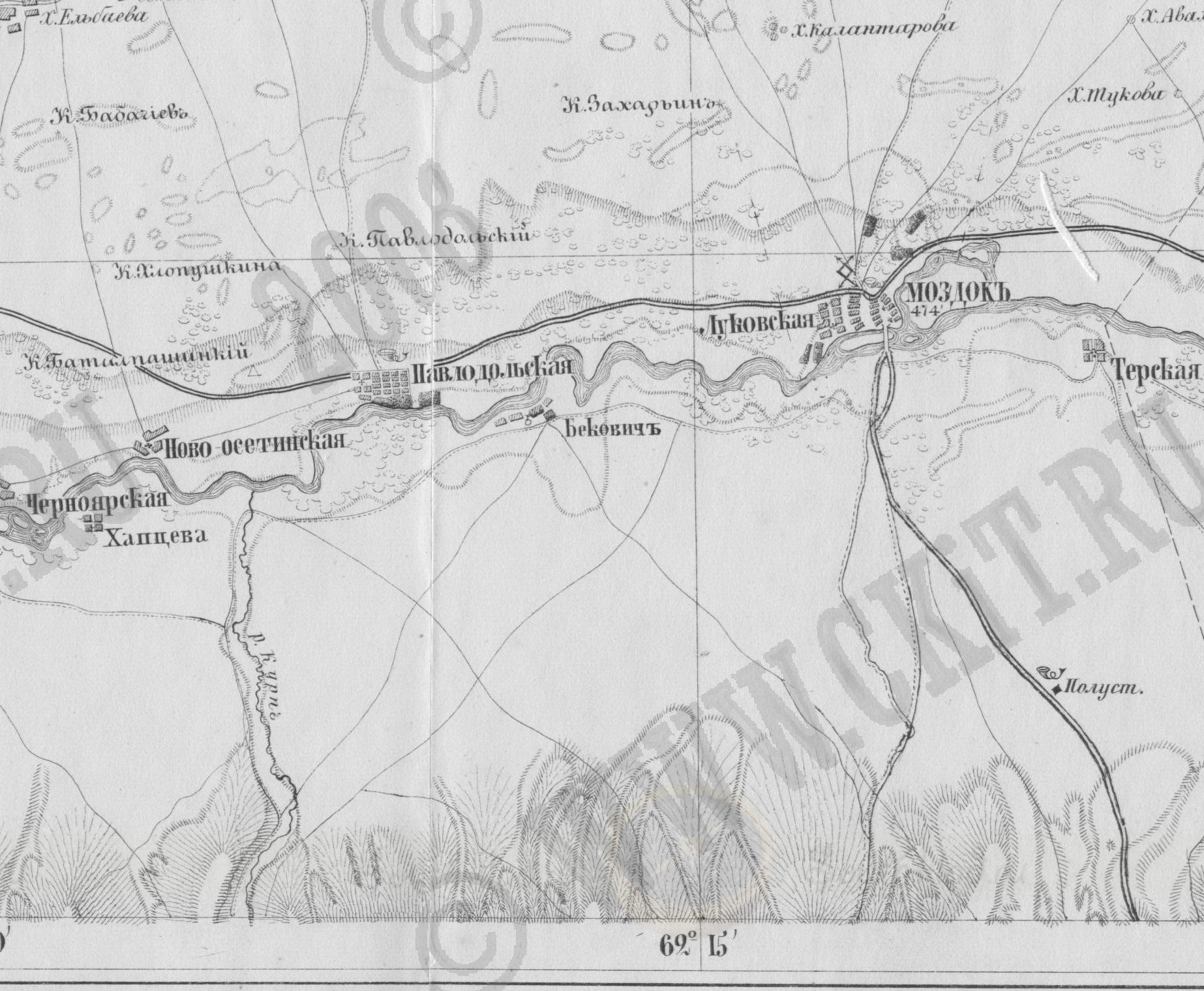
Деревня Бековичей с окрестностями на Военно-Топографической карте (5 вёрст) Военного управления 1877 года

В 1866 году в Верхних Бековичах проживало 337 дворов кумыков.
После образования Кабардинской автономной области в 1921 году, в связи переименованием названий поселений имеющим отношение к классу князей и дворян, село Верхние Бековичи было переименовано в Красный Кизляр. В 1930 году Красный Кизляр был снова переименован и селение получило своё современное название — Кизляр.
До 1944 года село входило в состав Курпского района Кабардино-Балкарской АССР. 7 марта 1944 года Курпский район КБАССР был упразднён, а вся его территория лежавшая к востоку от реки Курп была передана в состав Северо-Осетинской АССР.
До революции в селе была одна пятничная Джума-мечеть и шесть аульных мечетей, а также 2 медресе. Первая общеобразовательная школа была построена в 1930 году в низине, у реки Терек. В 1953 году построили двухэтажную школу на 600 мест, которая действует и поныне. В 1973 году построена вторая школа.

## Население
| 1970    | 1979    | 1989    | 2002    | 2010    | 2011    | 2012    |
| ------- | ------- | ------- | ------- | ------- | ------- | ------- |
| 4407    | ↗5442   | ↗6615   | ↗8395   | ↗10 813 | ↗10 815 | ↗10 940 |
| 2013    | 2014    | 2015    | 2016    | 2017    | 2018    | 2019    |
| ↗11 137 | ↗11 310 | ↗11 378 | ↗11 426 | ↗11 439 | →11 439 | ↘11 410 |
| 2020    | 2021    | 2023    | 2024    | 2025    |         |         |
| ↗11 436 | ↘10 923 | ↗10 970 | ↗11 002 | ↗11 037 |         |         |

Плотность — 167.25 чел./км2.
Является четвёртым по величине сельским населённым пунктом республики.
Национальный состав
По данным Всероссийской переписи населения 2021 года:
| Народ                 | Численность, чел. | Доля от всего населения, % |
| --------------------- | ----------------- | -------------------------- |
| кумыки                | 10 859 ▲          | 99,41 %                    |
| другие национальности | 62 ▼              | 0,56 %                     |
| не указавшие          | 2                 | 0,03 %                     |
| всего                 | 10 923            | 100 %                      |

## Социальная инфраструктура
- Средняя школа № 1.
- Средняя школа № 2.
- Начальная школа Детский сад № 2.
- Начальная школа Детский сад № 17.
- Врачебная амбулатория.

## Ислам
До Октябрьской революции в селе действовало 7 мечетей. За годы советской власти некоторые мечети были закрыты или переоборудованы, а некоторые были со временем разрушены.
С конца 1980-х годов началось строительство новых мечетей. За последние 25 лет в селе построены 6 сельских и две крупные мечети, одна из которых используется как Джума-мечеть.

## Микрорайоны
Исторически село делится на аулы (кварталы) по мере их первоначального расселения:
1) Терек-аул (кум. Терик-авул) (в нём располагались усадьбы и дома князей Бекович-Черкасских, а также первостепенных узденей и их подданных).
2) Чагар-аул (кум. Чагъар-авул) (в основном уздены, вольные и зависимые земледельцы из кумыкских родов тюменов и брагунов, а также несколько семей кабардинцев).
3) Кожак-аул связан с кумыкскими переселенцами из урочища Верхний Кожак (современное селение Октябрьское). Также в этот квартал села в 1860-х годах переселилось несколько семей чеченцев из села Пседах Ингушского округа.
4) Со временем появился также квартал Тогай-аул (кум. Тогъай-авул) и в последние годы в южной части села (за Малокабардинским каналом) обособился квартал Янги-аул (кум. Янгы-авул).

## Известные уроженцы
- Бекович-Черкасский, Фёдор Николаевич (Тембот (Темирболат) Жанхотович) (1870—1953) — российский военный деятель, генерал-лейтенант, участник Первой мировой войны и Белого движения. С 1921 года член Национального комитета освобождения горских народов. С 1951 года председатель объединения лейб-гвардии Кирасирского Его Величества полка и «Русского Национального движения» во Франции. Жил в Париже и похоронен на мусульманском кладбище Бобини.
- Бекович-Черкасский Сергей Михайлович (Эльмурза Асланбекович) (1899—1925?) — князь, штаб-ротмистр. Обучался в Пражском Русском университете. Публицист, автор выходивших в эмиграции в 20-х гг. XX века статей: «Возрождение» — о сепаратизме горцев Кавказа, «Полезные растения Кавказа: Лесные породы», «Борьба за язык на Северном Кавказе», «Из пражских записок горца» и др.
- Курумов, Касим Мустапаевич (1805—1889) — генерал-майор из кавказских узденей иранского происхождения, общественный деятель. Последние годы жил и умер в городе Грозный. По заданию Управления мирными горцами К. Курумов вместе с Девлет-Мирзой Шейх-Али (Шейхалиев, авто книги «Рассказ кумыка о Кумыках» 1848 года) и гвардии штабс-ротмистром X. Уцмиевым в 1841—1842 гг. занимался сбором материалов по истории и генеалогии кумыков, кумыкских адатов и переводом шариатских книг[44].
- Элесханов Анас Межидович (1931—2015) — полковник МВД, общественный деятель и краевед[45].
- Сатубалов Сраждин Ильясович (1951) — архитектор, член-корреспондент Международной академии архитектуры[46].
- Дациев Абас Салимсолтанович (1935—2016) — писатель-публицист, педагог и краевед.